# Sermitsiaq (giornale)
Sermitsiaq (che tradotto dal groenlandese Montagna da sella) è uno dei due principali giornali della Groenlandia

## Storia editoriale
Chiamato così per l'omonimo monte Sermitsiaq, è stato pubblicato per la prima volta il 21 maggio 1958, come una alternativa groenlandese al giornale in lingua danese Mikken. Le due riviste venivano stampate separatamente, con Mikken nei sabati e Sermitsiaq nei lunedì per circa sei mesi, finché Mikken fu pubblicato per l'ultima volta il 22 novembre dello stesso anno.
Sermitsiaq era un giornale locale distribuito solo a Nuuk fino al 1980 quando venne distribuito nell'intera Groenlandia. Viene pubblicato ogni venerdì mentre la versione su internet è aggiornate più volte e quotidianamente.
Nel 2010 Sermitsiaq si fuse con Atuagagdliutit/Grønlandsposten (AG), l'altro giornale groenlandese. I siti internet dei giornali rimandano al sito Sermitsiaq.AG.